# Maniola megala
Maniola megala är en fjärilsart som beskrevs av Charles Oberthür 1909. Maniola megala ingår i släktet Maniola och familjen praktfjärilar. Inga underarter finns listade i Catalogue of Life.